# Bataille d'El Panecillo
Guerre d'indépendance de l'Équateur
Batailles
m
Révolution de Quito (1809-1812)
- Paredones
- Verdeloma (1)
- Chimbo
- Mocha
- El Panecillo
- Ibarra (1)

Campagne de Guayaquil (1820-1821)
- Guayaquil
- Camino Real
- Huachi (1)
- Verdeloma (2)
- Tanizahua

Campagne de Quito (1821-1822)
- Yaguachi
- Huachi (2)
- Riobamba
- Pichincha

Rencontre de Guayaquil (26 juillet 1822)
Ibarra (2) (17 juillet 1823)
La bataille d'El Panecillo est un affrontement militaire livré le 7 novembre 1812 sur la colline d'El Panecillo, à Quito. Les armées de l'État de Quito (es), commandées par le colonel Carlos de Montúfar, affrontent celles de l'Empire espagnol, dirigées par le général Toribio Montes.

## Contexte
Le 2 septembre 1812, le général Toribio Montes, envoyé par Lima pour en finir avec l'État de Quito (es) et devenir Président de la Real Audiencia a vaincu les troupes quitenses du colonel Carlos de Montúfar au cours de la bataille de Mocha.

## Déroulement
Après la victoire de Mocha, Montes récupère les villes d'Ambato et Latacunga et reprend sa marche vers la ville de Quito, où il entre le 7 novembre pour affronter de nouveau les troupes de Montúfar sur les pentes d'el Panecillo.

## Résultat
Les quitenses perdent 53 morts et un grand nombre de blessés tandis que les royalistes ont 15 tués et 73 blessés.